# 269
269 је била проста година.

## Догађаји
- Цезар Марко Аурелије Валерије Клаудије  и Патернус - конзули Римског царства. .
- Конзули у Галији Марко Касијан Латиније Постум и Марко Пиавоније Викторин
- Битка код Ниша - Рат на копну и на мору између Римљана и Гота. Римске победе код Марцијанопоља, Византијума, Солуна. Клаудије је победио војску Гота, Херула, Бастарна и Гепида у бици код Наиса. Готска флота која је деловала уз обалу Грчке је уништена. Аурелијан се борио са Ерулима.
- Цар Галског царства Лелијанос.
- Цар Галског царства Марије.
- Цар Галског царства Викторин.
- Папа Свети Феликс I (269-274)

## Смрти
- Википедија:Непознат датум — Свети Валентин, хришћански католички светитељ по којем се слави Дан заљубљених.